# 테스파예 톨라
테스파예 톨라(암하라어: ተስፋዬ ቶላ, 1974년 10월 14일 ~ )는 2000년 하계 올림픽 마라톤에서 동메달을 획득한 에티오피아의 육상 선수이다.
이듬해 그는 세계 육상 선수권 대회에서 4위를 하고, 세계 하프 마라톤 대회에서 5위에 그쳤다.